# Krty
Krty település Csehországban, Rakovníki járásban. Krty Žďár, Blatno, Jesenice, Petrohrad, Kryry, Velečín és Drahouš településekkel határos. Lakosainak száma 116 fő (2024. január 1.).

## Népesség
A település lakosságának változását az alábbi diagram mutatja:
| Lakosok száma | 382  | 328  | 382  | 223  | 144  | 94   | 109  | 115  | 110  | 116  |
|               | 1869 | 1900 | 1921 | 1961 | 1980 | 2011 | 2016 | 2019 | 2021 | 2024 |